# الدوري البلجيكي الدرجة الأولى 1895–96
موسم 1895–96 من الدوري البلجيكي الدرجة الأولى (الاسم الأصلي: Coupe de Championnat 1895–96)، هو الموسم الأول من أعلى بطولة دوري بلجيكية. انتهى بفوز كلوب لييج باللقب. أعلن ناديي بروج واتحاد إيكسل انسحابهما من المسابقة بعد نهاية الموسم، ليغيبا بذلك عن المشاركة في الموسم التالي.

## جدول الترتيب
| الترتيب | الفريق                  | ل  | ف | ت | خ  | له | عليه | ن  | +/- | ملاحظات                                                                                              |
| ------- | ----------------------- | -- | - | - | -- | -- | ---- | -- | --- | --- |
| 1       | كلوب لييج               | 12 | 9 | 2 | 1  | 32 | 11   | 20 | +21 | |
| 2       | أنتويرب كلوب            | 12 | 7 | 0 | 5  | 33 | 13   | 14 | +20 | |
| 3       | سبورتينغ كلوب دي بروكسل | 12 | 6 | 1 | 5  | 31 | 29   | 13 | +2  | |
| 4       | ليوبولد كلوب دي بروكسل  | 12 | 6 | 0 | 6  | 31 | 29   | 12 | +2  | |
| 5       | ريسينغ كلوب دي بروكسل   | 12 | 6 | 0 | 6  | 32 | 31   | 12 | +1  | |
| 6       | كلوب بروج               | 12 | 5 | 1 | 6  | 22 | 21   | 11 | +1  | لن يشاركا في الموسم التالي بعد انسحابهما من المسابقة بعد نهاية الموسم، وانضم أتليتيك كلوب دي بروكسل. |
| 7       | يونيون كلوب إيكسل       | 12 | 1 | 0 | 11 | 5  | 51   | 2  | -46 | لن يشاركا في الموسم التالي بعد انسحابهما من المسابقة بعد نهاية الموسم، وانضم أتليتيك كلوب دي بروكسل. |